# Jankowice Małe
Jankowice Małe (niem. Klein Jenkwitz) – wieś w Polsce położona w województwie dolnośląskim, w powiecie oławskim, w gminie Oława.

## Krótki opis
Wieś otoczona jest polami uprawnymi, lasami oraz sadami owocowymi. Znajduje się tu około 50 domów wolnostojących i jeden blok mieszkalny, poza tym kaplica pod wezwaniem Matki Bożej Królowej Polski, która niedawno została odnowiona i rozbudowana przez mieszkańców. Funkcjonuje tutaj również fabryka okien. Wieś nadal jest rozbudowywana.

## Podział administracyjny
W latach 1975–1998 miejscowość administracyjnie należała do województwa wrocławskiego.